# Dugi Del
Dugi Del (en serbe cyrillique : Дуги Дел) est un village de Serbie situé dans la municipalité de Surdulica, district de Pčinja. Au recensement de 2011, il comptait 25 habitants.

## Démographie
| 1948 | 1953 | 1961 | 1971 | 1981 | 1991 | 2002 | 2011 |
| ---- | ---- | ---- | ---- | ---- | ---- | ---- | ---- |
| 206  | 234  | 195  | 143  | 110  | 66   | 42   | 25   |

|  |